# 池笑然
池 笑然 (チ・ソヨン、ハングル: 지소연、ローマ字表記: JI So-yun、1991年2月21日 - ) は、大韓民国ソウル特別市出身の女子サッカー選手。NWSLのシアトル・レインFC所属。韓国女子代表。ポジションはフォワード、ミッドフィールダー。韓国では「女メッシ」の異名を持つ。

## 来歴
里門 (イムン) 小学校2年次在学中にサッカーを始める。同小学校には男子サッカー部しかなかったため、男子選手に混じってサッカーに打ち込んだ。2003年に梧州 (オジュ) 中学校に入学。同中学に入学するため、里門小学校から別の小学校へ転校している。梧州中学校在籍中に同校女子サッカー部の60連勝という記録に貢献した。2006年に東山情報産業高等学校に進学して同高女子サッカー部に入部。同年10月に開催されたピースクイーンカップに出場する韓国代表に選出され、ブラジル代表との試合でフル代表に15歳8ヶ月でデビュー、韓国代表における最年少出場記録を更新した。翌11月にはカタール・ドーハで開催されたアジア競技大会に出場し、チャイニーズタイペイ戦で2得点を挙げ、最年少得点記録を更新した。
2008年、U-17韓国代表の一員として2008 FIFA U-17女子ワールドカップに出場。主将として臨んだこの大会で4試合に出場し、うちナイジェリア戦、イングランド戦で1得点ずつ挙げ、大会ベスト8を経験した。
2009年、漢陽女子大学に進学してサッカー部に入部。また韓国代表にも引き続き招集され、同年8月に中国で開催されたAFC U-19女子選手権2009では大会準優勝を経験した他、4得点を挙げて大会得点王となった。またセルビア･ベオグラードにて開催されたユニバーシアードにも韓国代表の一員として出場し、同国初の世界選手権優勝に貢献した他、大会最優秀選手に選出された。
2010年、2010 FIFA U-20女子ワールドカップに出場し、スイス戦でハットトリックを達成した。これは各カテゴリの男女韓国代表において、初のFIFA開催大会におけるハットトリックとなった。同大会では通算8得点を挙げて3位入賞に貢献し、シルバーボール (大会最優秀選手賞2位) およびシルバーシューズ (大会得点王2位) を獲得した。
同年12月、マネージメント担当企業よりINAC神戸レオネッサと契約した旨が発表され、同月14日にクォン・ウンソムと共に入団した。
2010年・2011年と2年連続で大韓サッカー協会技術委員と新聞記者の投票による韓国最優秀選手「プレーヤー・オブ・イヤー」女子部門を受賞している。
2013年シーズン終了を以て、契約満了により退団。
2014年1月、イングランド女子1部・FA WSLのチェルシーLFCに入団。移籍1年目は19試合で9ゴールの活躍でFA WSLの年間最優秀選手に選出された。
2015年4月、「2015 PFA女子年間最優秀選手」に選出された。

## 成績
| 国内大会個人成績 | 国内大会個人成績     | 国内大会個人成績 | 国内大会個人成績 | 国内大会個人成績 | 国内大会個人成績 | 国内大会個人成績 | 国内大会個人成績 | 国内大会個人成績 | 国内大会個人成績 | 国内大会個人成績 | 国内大会個人成績 |
| 年度             | クラブ               | 背番号           | リーグ           | リーグ戦         | リーグ戦         | リーグ杯         | リーグ杯         | オープン杯       | オープン杯       | 期間通算         | 期間通算         |
| 年度             | クラブ               | 背番号           | リーグ           | 出場             | 得点             | 出場             | 得点             | 出場             | 得点             | 出場             | 得点             |
| 日本             | 日本                 | 日本             | 日本             | リーグ戦         | リーグ戦         | リーグ杯         | リーグ杯         | 皇后杯           | 皇后杯           | 期間通算         | 期間通算         |
| ---------------- | -------------------- | ---------------- | ---------------- | ---------------- | ---------------- | ---------------- | ---------------- | ---------------- | ---------------- | ---------------- | ---------------- |
| 2011             | INAC神戸レオネッサ   | 7                | なでしこ         | 16               | 8                | -                | -                | 4                | 0                | 20               | 8                |
| 2012             | INAC神戸レオネッサ   | 7                | なでしこ         | 16               | 4                | 6                | 3                | 3                | 0                | 25               | 7                |
| 2013             | INAC神戸レオネッサ   | 10               | なでしこ         | 16               | 9                | 9                | 3                | 4                | 6                | 29               | 18               |
| イングランド     | イングランド         | イングランド     | イングランド     | リーグ戦         | リーグ戦         | リーグ杯         | リーグ杯         | オープン杯       | オープン杯       | 期間通算         | 期間通算         |
| 2014             | チェルシーLFC        | 10               | FA WSL1          | 12               | 3                | 5                | 4                | 2                | 2                | 19               | 9                |
| 2015             | チェルシーLFC        | 10               | FA WSL1          | 14               | 5                | 4                | 2                | 4                | 3                | 22               | 10               |
| 2016             | チェルシーLFC        | 10               | FA WSL1          | 16               | 5                | 1                | 0                | 4                | 5                | 21               | 10               |
| 2017             | チェルシーLFC        | 10               | FA WSL1          | 7                | 4                | -                | -                | 3                | 2                | 10               | 6                |
| 2017-18          | チェルシーLFC        | 10               | FA WSL           | 14               | 6                | 5                | 1                | 3                | 2                | 22               | 9                |
| 2018-19          | チェルシーFCウィメン | 10               | FA WSL           | 17               | 6                | 2                | 0                | 3                | 1                | 22               | 7                |
| 2019-20          | チェルシーFCウィメン | 10               | FA WSL           | 13               | 6                | 4                | 1                | 2                | 0                | 17               | 7                |
| 2020-21          | チェルシーFCウィメン | 10               | FA WSL           | 19               | 2                | 4                | 0                | 1                | 0                | 19               | 2                |
| 2021-22          | チェルシーFCウィメン | 10               | FA WSL           | 12               | 0                | 1                | 0                | 4                | 2                | 17               | 2                |
| 韓国             | 韓国                 | 韓国             | 韓国             | リーグ戦         | リーグ戦         | リーグ杯         | リーグ杯         | オープン杯       | オープン杯       | 期間通算         | 期間通算         |
| 2022             | 水原FC               |                  | WK               | 5                | 5                | -                | -                | -                | -                | 5                | 5                |
| 2023             | 水原FC               |                  | WK               | 18               | 3                | -                | -                | -                | -                | 18               | 3                |
| アメリカ         | アメリカ             | アメリカ         | アメリカ         | リーグ戦         | リーグ戦         | リーグ杯         | リーグ杯         | オープン杯       | オープン杯       | 期間通算         | 期間通算         |
| 2024             | シアトル・レインFC   |                  | NWSL             |                  |                  |                  |                  | -                | -                |                  |                  |
| 通算             | 日本                 | 日本             | 1部              | 48               | 21               | 15               | 6                | 11               | 6                | 74               | 33               |
| 通算             | イングランド         | イングランド     | 1部              | 124              | 37               | 26               | 8                | 26               | 17               | 176              | 62               |
| 通算             | 韓国                 | 韓国             | 1部              | 23               | 8                | -                | -                | -                | -                | 23               | 8                |
| 通算             | アメリカ             | アメリカ         | 1部              |                  |                  |                  |                  | -                | -                |                  |                  |
| 総通算           | 総通算               | 総通算           | 総通算           | 195              | 66               | 41               | 14               | 37               | 23               | 273              | 103              |

| 国際大会個人成績 | 国際大会個人成績 | 国際大会個人成績 | 国際大会個人成績 | 国際大会個人成績 |
| 年度             | クラブ           | 背番号           | 出場             | 得点             |
| UEFA 女子CL      | UEFA 女子CL      | UEFA 女子CL      | UEFA 女子CL      | UEFA 女子CL      |
| ---------------- | ---------------- | ---------------- | ---------------- | ---------------- |
| 2015-16          | チェルシー       | 10               | 4                | 0                |
| 2016-17          | チェルシー       | 10               | 2                | 0                |
| 2017-18          | チェルシー       | 10               | 6                | 3                |
| 2018-19          | チェルシー       | 10               | 8                | 2                |
| 2020-21          | チェルシー       | 10               | 8                | 1                |
| 2021-22          | チェルシー       | 10               | 5                | 0                |
| 通算             | UEFA 女子CL      | UEFA 女子CL      | 33               | 6                |

## タイトル

### クラブ
- INAC神戸レオネッサ
  - なでしこリーグ：3回（2011年、2012年、2013年）
  - 皇后杯全日本女子サッカー選手権大会：3回（2011年、2012年、2013年）
  - なでしこリーグカップ：1回（2013年）
  - 日韓女子リーグチャンピオンシップ：1回（2012年）

- チェルシーFCウィメン
  - FA WSL：3回（2015、2017-18, 2019-20）
  - FA WSL スプリングシリーズ：1回（2017）
  - FA女子カップ：2回（2014-15、2017-18）
  - FA 女子リーグカップ：1回（2019-20）
  - 女子FAコミュニティー・シールド：1回（2020）

### 個人
- 2010 FIFA U-20女子ワールドカップ：シルバーボール, シルバーシューズ
- 韓国女子最優秀選手賞：2回（2010年、2011年）
- なでしこリーグベストイレブン：2回（2012年、2013年）
- 東アジアカップ得点王：1回（2013年）
- アジア女子年間最優秀選手賞：1回（2013年）
- FA WSL1年間最優秀選手（2014年）
- PFA女子年間最優秀選手（2015年）

## 選出歴
- 韓国女子代表 (2006-)
- U-17韓国女子代表 (2008、FIFA U-17女子ワールドカップ出場)
- U-19韓国女子代表 (2009、AFC U-19女子選手権2009出場)
- U-20韓国女子代表 (2010、FIFA U-20女子ワールドカップ出場)